# Clambake (culinária)
O Clambake ou churrasco-de-amêijoas da Nova Inglaterra é um evento social, tradicionalmente feito na praia, em que se assam amêijoas, principalmente soft-shell clams e quahogs, lavagante, caranguejo, ou outros mariscos, para além de batata, maçarocas de milho e outros ingredientes, como salsichas, numa churrasqueira improvisada cavando um buraco na areia e cobrindo o fundo com pedras ou antigas balas de canhão, onde se acende uma fogueira; quando só ficaram as brasas, coloca-se dentro uma panela (de preferência com um cesto interior) ou um caldeirão com os ingredientes, que é tapado com algas marinhas (normalmente "rockweed") para criar um ambiente de vapor. 
Em muitos locais, é proíbido acender fogueiras na praia, mas o churrasco pode ser feito em casa, quer no quintal, cavando aí a churrasqueira ou acendendo fogareiros a gás, onde se adaptam grandes panelas, como se faz na Louisiana para o "crawfish boil", ou mesmo no fogão da cozinha.
A comida é servida diretamente do caldeirão para os pratos individuais, em mesas cobertas com toalhas de quadrados, ornamentadas com conchas e artefactos marinhos, como pequenos baldes de praia, onde se colocam bolachas-de-ostra, um acompanhamento tradicional deste churrasco, alicates e garfos finos para os lavagantes e caranguejos, e Old Bay seasoning. À parte deve haver caixas térmicas com grandes quantidades de bebidas frescas. 